# Morti nel 1031
| Questa pagina contiene informazioni ricavate automaticamente dalle voci biografiche con l'ausilio del template Bio e di un bot. L'aggiornamento è periodico e automatico e ricostruisce completamente la pagina. Se manca una persona in questa lista, sei pregato di non aggiungerla, ma accertati piuttosto che la sua voce biografica contenga il template Bio e che i dati anagrafici siano correttamente compilati. Se il template Bio manca, inseriscilo tu stesso o, in alternativa, metti l'avviso {{tmp\|Bio}} che ne segnala la mancanza. Se i dati riportati sono sbagliati, correggi direttamente la voce biografica; le modifiche saranno visibili in questa lista entro pochi giorni. Per chiarimenti vedi il progetto biografie. La lista contiene solo le 10 persone che sono citate nell'enciclopedia e per le quali è stato implementato correttamente il template Bio. Pagina aggiornata al 19 ott 2024. |

- 1º gennaio - Guglielmo da Volpiano, abate, santo e architetto italiano (n. 962)
- 5 gennaio - Gunnora di Normandia, nobile normanna
- 22 gennaio - Domenico di Sora, abate italiano (n. 951)
- 6 aprile - Aribo di Magonza, arcivescovo cattolico tedesco
- 11 aprile - Liudolfo di Zutphen, nobile tedesco
- 20 luglio - Roberto II di Francia, sovrano (n. 972)
- 2 settembre - Emerico d'Ungheria, principe e santo ungherese
- 29 novembre - Al-Qadir, califfo (n. 947)
- Guglielmo I di Bellême, nobile normanno
- Snorri Þorgrímsson, sacerdote islandese (n. 963)